# 積水ハウスシャーメゾンPM東北
積水ハウスシャーメゾンPM東北株式会社（せきすいハウスシャーメゾンPMとうほく）は、宮城県仙台市青葉区に本社を置く日本の不動産会社。積水ハウスのグループ会社である。
2020年2月1日に、積和不動産東北株式会社（せきわふどうさんとうほく）から社名を変更した。
2025年2月1日に、仲介・不動産事業を積水ハウス不動産関西株式会社（同日付で積水ハウス不動産株式会社に商号変更）に分割し、現商号に変更した。

## 沿革
- 1983年（昭和58年）8月1日 - 設立。
- 2020年（令和2年）2月1日 - 積水ハウス不動産東北株式会社に社名変更[3]。
- 2025年（令和7年）2月1日 - 現商号に変更。

## 営業エリア
積水ハウス不動産東北の営業エリアは以下の地域。
- 東北地方：宮城県、青森県、秋田県、岩手県、山形県、福島県